# Goldfish
Goldfish is een Zuid-Afrikaans danceduo bestaande uit Dominic Peters en David Poole uit Kaapstad. De muziekstijl is dance met invloeden van jazz en Afrikaanse muziek. De muziek is een mix van samples en elektronica met live ingespeelde instrumenten en stemmen van diverse zangers en zangeressen, waaronder David Poole zelf. Goldfish stond in het voorprogramma bij diverse grote acts, maar trekt ook steeds meer een eigen publiek. 
In 2009 ontving Goldfish acht nominaties voor de South African Music Awards, een record.

## Discografie
- Caught in the Loop  (2006)
- Pure Pacha (2008)
- Perceptions of Pacha (2008)
- Perceptions of Pacha REMIXED (2009)
- Get Busy Living (2010)
- We Come Together remix single (2011)
- Get Busy Living Remixes (2012)
- Goldfish (album) (2012)
- Three Second Memory (2013)
- Late Night People (2017)